# 超級小黑咪
《霹靂酷樂貓》（日语：サイボーグクロちゃん）是由橫內尚樹所作的日本漫画，後被改编为电视动画和遊戲軟體。電視動畫由1999年10月至2001年1月于东京电视网播放。

## 故事概要
本作講述的是關於一隻住在日本櫻町富士井家中的混種家貓酷樂的故事。一天，想統治世界的反派剛博士把牠改造成機械生物後，過著熱血、瘋狂和搞笑的生活。

## 登场角色
酷樂
聲：坂本千夏；魏晶琦；林丹鳳
由一對老爺爺和老奶奶所飼養的貓，在去找心上狗寶莉時被剛博士捉去，而改造成機器貓，在回到家裡後，開始了一段「不正常地過正常生活」。個性我行我素，平時會懶洋洋，但一有危機時，會為了解決事件到處破壞而變成「破壞王子」。舊名奇德。在遇到老爺爺和老奶奶前曾渡過一段流浪的歲月。
小M
聲：手塚千春；楊凱凱；沈小蘭
喵喵軍團之首、酷樂的宿敵、剛博士的心腹。初期是剛博士偶遇的小貓，兩者同被天童勇間接所害，在報仇的過程中成為生死之交。
個性比較女性化，擅長料理(限於動畫)，但除此之外的家事一竅不通(原作)。一開始與酷樂為敵但後期慢慢轉變成如摯友般的關係，兩者還能融合進行戰鬥。
還是幼貓時就已會使用雙手作菜和雙腳走路，與機器人28號去一同為母親報仇時被天童的基因改造犬打成重傷，機器人28號也因此無法再修復，及時趕到的剛博士便馬上把小M與機器人28號帶到自己所就讀的大學，利用大學的設備與機器人28號的零件將小M改造成機械貓，雖然一時沒了心跳，但就在剛博士要被天童的基因改造犬殺害時小M及時趕到並解決了基因改造犬為母親報了大仇。
獨眼龍
聲：大本真基子；符爽；袁淑珍
在幼時與酷樂相識的虎紋貓，性格非常獨立，能夠做出像人的動作（雙足步行、拿筷子等）因而被稱作妖貓。最後當格治（一作葛奇）的王國被敵對貓幫暗算時，酷樂一氣之下，在與獨眼龍打架時誤將其右眼挖出，隨即多次插手，令兩貓各自分途。之後獨眼龍獨自修行和尋酷樂復仇。現在的他自稱「在下」。木工做的很好，斗蓬內藏有極多武器。找到酷樂後似乎慢慢消除內心對酷樂的復仇之心，後來也住在老爺爺和老奶奶的家，酷樂不在時會幫他保護兩位老人家。
值得注意的是獨眼龍雖為血肉之軀，但其實力已足以與酷樂和小M這兩隻被改造的機械貓相抗衡。
娜娜
聲：綱掛裕美；楊凱凱；鄭麗麗
小太郎因為受不了不擅家事的小M，而將被遺棄在垃圾場的全新檯燈改造而成的機械女僕，但因為體型過於嬌小所以無法作太多家事。在與小太郎爭吵而被追著拆毀時，與酷樂第一次邂逅，並愛上了他。努力嘗試成為稱職的酷樂女朋友中。
剛萬太郎博士
聲：古澤徹；沈光平；林保全
研究生物機械的（邪惡）科學家。曾經因貧窮和誤解而被人厭棄，繼而想統治世界以「拆去人與人之間的圍牆」，成立喵喵軍團，但在改造酷樂後漸漸被他的性格所影響而忘記了大業。與小M是生死之交。痛恨天童勇。
除了喵喵軍團和酷樂外，還改造了為了自由而逃出動物園最終被人射殺的獅子丹克。
小太郎
聲：小松里賀；林美秀；陸惠玲
擁有IQ200和四歲力氣的天才少年，酷樂的忠實支持者。認為普通的人生（小學生活）是個很無意義的RPG遊戲，對將來沒有信心，經過黑咪的鼓勵後想成為科學家，拜剛博士為師。
經常穿著一件酷樂造型的布偶裝，還養著一個機器獅子丹克。
有一個爸爸，因為經常流浪讓父子不常相聚，其頭腦和技術不輸給小太郎。
鈴木一郎
聲：森川智之；符爽；鄺樹培
櫻町小學的體育教師，在暴走公路決鬥事件中遇上酷樂，而成為其徒弟兼司機，但在學生中似乎很沒威嚴。
是個喜歡組裝GUNDAM模型的御宅族，又有一個外號叫作吉姆（來自GUNDAM中的一種量產機，因為性能不佳，所以有派不上用場的意思）
駕駛技術一流,能夠操縱任何交通工具做出各種操作,包括私家車、大巴、巨大機器人、惠美的消防車、娜娜的電車、宇宙火箭等等。喜歡惠美，原作後期與其結為夫妻。
惠美
聲：吉田小百合；楊凱凱；梁少霞
櫻町的女消防員，個性就像火一樣的熱血。因為與鈴木一樣喜歡GUNDAM而一拍即合，但是她不管遇到火焰（不管火勢大小）時一定要撲滅的可怕執念。原作後期與鈴木結為夫妻。
爺爺、奶奶
聲：菅原淳一、興梠里美；黃子敬、譚炳文（公公代配）、區瑞華、黃鳳英、陸惠玲（婆婆代配）
櫻町中的一對老夫老妻，非常樂觀且天然呆，號稱比酷樂還硬。酷樂不想他們知道自己被改造為生物機械，所以常要不斷藏起自己的金屬身體。
夫妻兩人很容易陷入危機中，常讓酷樂疲於奔命的去救他們。
兩人都是大路痴，但又喜歡旅行，所以老是跑到和目的地不一樣的地方。
羅密歐
聲：岡野浩介；符爽；陳卓智、馮錦堂（代配）
男性燈柱形機械僕人，茱麗葉的情人。過去是外星人的僕人，後來酷樂在南極打倒他的主人後，而恢復自由。
個性無能且混蛋，所以酷樂把它視為像瘟神一樣恐怖。
茱麗葉
聲：吉田小百合；盧素娟
女性燈柱形機械僕人，羅密歐的情人。和羅密歐同樣為外星人的僕人並且同時墜落到地球上，之後被酷樂他們在學校後山的金字塔所救後，而恢復自由。
喵喵軍團
剛博士被世人所驅罵時，將曾經救回的重傷小貓改造成生物機械，以向他人報仇。小M為隊長。第一集中被酷樂收拾之後只剩下四位。
天童勇
聲：龍田直樹；李錦綸
剛博士在大學時的對手，基因遺傳學專家。有基因改造犬「帕多拉修」，為殺害M仔生母的兇手。
惡魔
聲：飛田展男；招世亮
500年前的惡魔，是個廚師玩偶，擁有附身他人的能力，不知和解自行解開封印，目標是向酷樂報仇雪恨，但最終被封印回去。

聲：千葉一伸；張炳強
來自美國的邪惡科學家，不知為何對北海道的相關異常執著，最喜歡北海道的成吉思汗烤肉以及當地啤酒，講話帶有北海道腔調。以生物機械狗軍團殺害野貓作試驗、以行走要塞作基地。觸發酷樂的怒火，剛博士在酷樂誘惑下改造幼野貓們，並迎戰白俄博士。雖說腦袋很大，但身體卻意外的矮小，動畫中的集數相比原作被大幅往後。被酷樂打敗後在櫻町監獄當典獄長，但並不受到下屬歡迎。
獨眼外星人
聲：千葉一伸；陳永信、郭志權、馮錦堂、黃子敬、鄺樹培
羅密歐和茱麗葉的主人的外星人族，在古代時已欲侵略地球，生性野蠻兇暴。

## 出版書籍
| 集數 | 講談社        | 講談社                 |
| 集數 | 發售日期      | ISBN                   |
| ---- | ------------- | ---------------------- |
| 1    | 1998年2月6日  | ISBN 978-4-06-321832-9 |
| 2    | 1998年5月7日  | ISBN 978-4-06-321839-8 |
| 3    | 1998年9月4日  | ISBN 978-4-06-321848-0 |
| 4    | 1999年2月5日  | ISBN 978-4-06-323861-7 |
| 5    | 1999年6月4日  | ISBN 978-4-06-323873-0 |
| 6    | 1999年11月5日 | ISBN 978-4-06-323884-6 |
| 7    | 2000年4月6日  | ISBN 978-4-06-323894-5 |
| 8    | 2000年8月4日  | ISBN 978-4-06-323904-1 |
| 9    | 2001年2月6日  | ISBN 978-4-06-323912-6 |
| 10   | 2001年8月6日  | ISBN 978-4-06-323926-3 |
| 11   | 2002年1月5日  | ISBN 978-4-06-323937-9 |

| 集數 | 講談社       | 講談社                 |
| 集數 | 發售日期     | ISBN                   |
| ---- | ------------ | ---------------------- |
| 1    | 2005年4月6日 | ISBN 978-4-06-334987-0 |
| 2    | 2006年1月6日 | ISBN 978-4-06-372122-5 |

| 集數 | 講談社         | 講談社                 |
| 集數 | 發售日期       | ISBN                   |
| ---- | -------------- | ---------------------- |
| 1    | 2015年11月20日 | ISBN 978-4-06-377358-3 |
| 2    | 2015年12月22日 | ISBN 978-4-06-377373-6 |
| 3    | 2016年1月22日  | ISBN 978-4-06-377389-7 |
| 4    | 2016年2月23日  | ISBN 978-4-06-377428-3 |
| 5    | 2016年3月23日  | ISBN 978-4-06-377439-9 |
| 6    | 2016年4月22日  | ISBN 978-4-06-377449-8 |

## 電視動畫

### 製作團隊
- 原作：橫內尚樹
- 企劃：Public&Basic
- 製作人：高柳明史（愛知電視台）、松浦公基（Public&Basic）
- 監督：高本宣弘
- 系列構成：山本優
- 人物設計：島袋美由紀
- 機械設計：飯村一夫
- 美術監督：宮前光春
- 色彩設計：田中直人
- 攝影監督：沖野雅英 → 小林慎吾
- 音響監督：松浦典良
- 音響製作：GEN
- 音樂：若草惠、荒川敏行
- 音樂製作人：齋藤裕二
- 音樂製作：Imagine
- 監製製作人：木下真弓、土屋貴彥
- 節目廣報：橫田由里香（愛知電視台）
- 動畫檢查：宮田さおり、西田まゆみ、藤岡正宣、朴機完、高橋英雄
- 動畫：孝仁動畫、進藤Production、ECHO、F.A.T國際、HAHNSHINCOAP、年代動畫育視公司、HEEWON、HYOIN、他
- 色彩指定：野地弘納、石川直樹、橫田梢、千葉智子他
- 細部檢查：野地弘納、田中直人、橫田梢、千葉智子他
- 特殊效果：前川孝、榊原豊彥、新井正春、他
- 細部修正：Studio Toy、孝仁動畫、ECHO、Studio aB、年代動畫育視公司、HEEWON、HYOIN、他
- 背景：獏Production、Studio Pallet、Studio MAO、星山企劃
- 攝影：Ace Creation、Studio Dream、Tea nishimura、HAHNSHINCOAP
- 數位製作管理：久保太郎
- 現像：東京現像所
- 數位編輯：堀口和彥、篠田和宏、伊藤宣隆、宮田健太郎、遠藤知洋、佐分利屋現、他
- 影像編輯：Vision Universe
- 效果：伊藤克己
- 錄音：丸山光義
- 音響助手：蟹崎佳世
- 製作指揮：馬見塚芳枝
- 錄音工作室：GEN
- 音響制作：現
- 製作擔當：橋詰誠
- 製作進行：入部真子、遠藤宏栄、笹原司郎、比留間信、阿見栄一、松下幸一
- 設定製作：濱先容子
- 文藝擔當：小瀨敬子
- 製作協力：Studio Sein、Office蒼、博英
- 動畫製作：Studio Bogey
- 製作：愛知電視台、Public&Basic

### 主題曲

#### 日本
片頭曲
歌・作詞・作曲 - Lady Q / 編曲 - M. Kamishiro
片尾曲
（第1話 - 第61話）
歌・作詞・作曲 - Sister K / 編曲 - M. Kamishiro
（第62話 - 第66話）
歌・作詞 - きゅう / 作曲・編曲 - ながいけん
插入曲（第44話）
作詞 - Lady Q、Sister K / 作曲 - シスタ・K / 編曲 - 森俊也 / 歌 - 綱掛裕美

作詞 - Lady Q、Sister K / 作曲・編曲 - ながいけん  / 歌 - 坂本千夏

#### 香港
同名兒歌《超級小黑咪》於2001年由陳慧琳主唱，收錄於2001年的《In the party》及2002年《唱遊小時候》二碟中。獲得2001年度兒歌金曲頒獎典禮的「十大兒歌金曲」及「金曲金獎」。

#### 台灣
同名兒歌《霹靂酷樂貓》於2001年由傅珮嘉主唱，收錄於《幸福的女生Maggie 傅珮嘉》一碟中。

### 各話列表
| 話數 | 播放日         | 日文標題 | 台灣標題               | 中國大陸標題     | 腳本       | 分鏡         | 演出                  | 作畫監督        |
| ---- | -------------- | -------- | ---------------------- | ---------------- | ---------- | ------------ | --------------------- | --------------- |
| 1    | 1999年 10月2日 |          | 史上最強的小貓誕生     | 霹靂酷樂貓誕生記 | 山本優     | 高本宣弘     | 所沢勤                | 小林一三        |
| 2    | 10月9日        |          | 霹靂機械貓軍團         |                  | 山本優     | 吉永尚之     | 雄谷将仁              | 淺沼昭弘        |
| 3    | 10月16日       |          | 地獄的高速公路         |                  | 山本優     | 日下部光雄   | 日下部光雄            | 飯村一夫        |
| 4    | 10月23日       |          | 飛天親子機器人現身     |                  | 山本優     | 松本佳久     | 松本佳久              | 寺澤伸介        |
| 5    | 10月30日       |          | 小M的初戀              |                  | 山本優     | 福本潔       | 福本潔                | 丸英男          |
| 6    | 11月6日        |          | 小M的綁架事件          |                  | 山本優     | 高田耕一     | 高田耕一              | 小林一三        |
| 7    | 11月13日       |          | 史上規模最大的抓鬼遊戲 |                  | 山本優     | 井之川慎太郎 | 井之川慎太郎          | 島田英明 竹内昭 |
| 8    | 11月20日       |          | 酷樂小M的偶像決戰      |                  | 山本優     | 奥田誠治     | 大崎正                | 飯村一夫        |
| 9    | 11月27日       |          | 學校的後山傳說         |                  | 山本優     | 松本佳久     | 松本佳久              | 寺澤伸介        |
| 10   | 12月4日        |          | 後山的獨眼地底人       |                  | 山本優     | 岡崎幸男     | 岡崎幸男              | 村上勉          |
| 11   | 12月11日       |          | 天才少年小太郎登場     |                  | 山本優     | 高田耕一     | 高田耕一              | 小林一三        |
| 12   | 12月18日       |          | 惡魔小M現身            |                  | 山本優     | 井之川慎太郎 | 井之川慎太郎          | 東出太          |
| 13   | 12月25日       |          | 牢籠裡的戰鬥           |                  | 山本優     | 日下部光雄   | 日下部光雄            | 飯村一夫        |
| 14   | 12月29日       |          | 剛博士與小太郎的大實驗 |                  | 山本優     | 松本佳久     | 松本佳久              | 寺澤伸介        |
| 15   | 2000年 1月8日  |          | 獨眼龍登場！           |                  | 山本優     | 岡崎幸男     | 岡崎幸男              | 村上勉          |
| 16   | 1月15日        |          | 酷樂離家出走記         |                  | 山本優     | 高田耕一     | 高田耕一              | 小林一三        |
| 17   | 1月22日        |          | 雪中的大決鬥           |                  | 山本優     | 秦義人       | 秦義人                | 菅井嘉浩        |
| 18   | 1月29日        |          | 美少女消防員小惠       |                  | 四辻高雄   | 日下部光雄   | 大崎正                | 飯村一夫        |
| 19   | 2月5日         |          | 跑吧！戰鬥機械         |                  | 山部康男   | 松本佳久     | 松本佳久              | 土屋幹夫        |
| 20   | 2月12日        |          | 酷樂當爸爸了!?         |                  | 吉田綾     | 岡崎幸男     | 高田淳                | 岸本誠司        |
| 21   | 2月19日        |          | 絨毛外衣爭奪戰         |                  | 村松由二郎 | 高田耕一     | 高田耕一              | 小林一三        |
| 22   | 2月26日        |          | 鈴木的首次約會         |                  | 四辻高雄   | 井之川慎太郎 | 井之川慎太郎          | 東出太          |
| 23   | 3月4日         |          | 雙足巨蟒現身記         |                  | 山本優     | 日下部光雄   | 日下部光雄            | 飯村一夫        |
| 24   | 3月11日        |          | 拯救小太郎！           |                  | 山本優     | 秦義人       | 秦義人                | 土屋幹夫        |
| 25   | 3月18日        |          | 小太郎的爸爸回來了     |                  | 吉田綾     | 高田淳       | 高田淳                | 岸本誠司        |
| 26   | 3月25日        |          | 征服世界計劃開始       |                  | 山本優     | 高本宣弘     | 高田耕一              | 小林一三        |
| 27   | 4月1日         |          | 異世界事件的開始       |                  | 山本優     | 高本宣弘     | 前田弘太郎            | 中山典子        |
| 28   | 4月8日         |          | 漂浮在沙漠上的城市     |                  | 山本優     | 奥田誠治     | 日下部光雄            | 飯村一夫        |
| 29   | 4月15日        |          | 異世界毀滅之後         |                  | 山本優     | 秦義人       | 秦義人                | 土屋幹夫        |
| 30   | 4月22日        |          | 從結局到新世界         |                  | 山本優     | 山口美浩     | 山口美浩              | 菅井嘉浩        |
| 31   | 4月29日        |          | 小M誕生的秘密          |                  | 山本優     | 高田耕一     | 高田耕一              | 小林一三        |
| 32   | 5月6日         |          | 蜜月旅行大戰爭         |                  | 吉田綾     | 東出太       | 井之川慎太郎 江島泰男 | 東出太          |
| 33   | 5月13日        |          | 驅除學校的幽靈         |                  | 水島摩美   | 日下部光雄   | 日下部光雄            | 飯村一夫        |
| 34   | 5月20日        |          | 爭奪彩券大作戰         |                  | 四辻高雄   | 秦義人       | 秦義人                | 土屋幹夫        |
| 35   | 5月27日        |          | 獨眼龍的大修行         |                  | 山本優     | 山口美浩     | 山口美浩              | 花京院小百合    |
| 36   | 6月3日         |          | 保護小貓們             |                  | 山本優     | 高田耕一     | 高田耕一              | 小林一三        |
| 37   | 6月10日        |          | 永無止境的旅行         |                  | 四辻高雄   | 森田風太     | 石田博                | 島田英明        |
| 38   | 6月17日        |          | 白色怪物大作戰         |                  | 山本優     | 日下部光雄   | 日下部光雄            | 飯村一夫        |
| 39   | 6月24日        |          | 小M2號登場             |                  | 山本優     | 秦義人       | 秦義人                | 土屋幹夫        |
| 40   | 7月1日         |          | 娜娜加油吧             |                  | 山本優     | 山口美浩     | 山口美浩              | 花京院小百合    |
| 41   | 7月8日         |          | 惡魔復活再次登場       |                  | 山本優     | 森田風太     | 高田耕一              | 小林一三        |
| 42   | 7月15日        |          | 酷樂與惡魔的決戰       |                  | 山本優     | 松本佳久     | 松本佳久              | 島田英明        |
| 43   | 7月22日        |          | 搬到酷樂家裡去         |                  | 四辻高雄   | 日下部光雄   | 日下部光雄            | 飯村一夫        |
| 44   | 7月29日        |          | 小太郎不見了           |                  | 吉田綾     | 秦義人       | 秦義人                | 濱田勝          |
| 45   | 8月5日         |          | 恐怖的大病毒!!         |                  | 山本優     | 青木新一郎   | 青木新一郎            | 寺澤伸介        |
| 46   | 8月12日        |          | 與獨眼龍的邂逅         |                  | 山本優     | 高田耕一     | 高田耕一              | 小林一三        |
| 47   | 8月19日        |          | 烏鴉大戰               |                  | 山本優     | 松本佳久     | 松本佳久              | 箕輪悟          |
| 48   | 8月26日        |          | 奇德的最後戰役         |                  | 山本優     | 日下部光雄   | 日下部光雄            | 飯村一夫        |
| 49   | 9月2日         |          | 喵喵樂園               |                  | 山本優     | 秦義人       | 秦義人                | 濱田勝          |
| 50   | 9月9日         |          | 真暴走酷樂             |                  | 山本優     | 河村明夫     | 河村明夫              | 河村明夫        |
| 51   | 9月16日        |          | 酷樂小M的遊戲對決      |                  | 山本優     | 小華和為雄   | 大西景介              | 小林一三        |
| 52   | 9月23日        |          | 轉學生是超能力者       |                  | 山本優     | 日下部光雄   | 日下部光雄            | 飯村一夫        |
| 53   | 9月30日        |          | 宇宙來的訊息           |                  | 山本優     | 松本佳久     | 松本佳久              | 土屋幹夫        |
| 54   | 10月7日        |          | 攻擊亞亞亞星人         |                  | 山本優     | 秦義人       | 秦義人                | 濱田勝          |
| 55   | 10月14日       |          | 地球的末日到了         |                  | 四辻高雄   | 青木新一郎   | 青木新一郎            | 寺澤伸介        |
| 56   | 10月21日       |          | 恐怖的嬰兒誕生了       |                  | 山本優     | 高田耕一     | 高田耕一              | 小林一三        |
| 57   | 10月28日       |          | 酷樂與娜娜的口角       |                  | 山本優     | 日下部光雄   | 日下部光雄            | 飯村一夫        |
| 58   | 11月4日        |          | 亞亞亞星人又来了       |                  | 四辻高雄   | 小華和為雄   | 大西景介              | 土屋幹夫        |
| 59   | 11月11日       |          | 娜娜變成公主？         |                  | 山本優     | 秦義人       | 秦義人                | 濱田勝          |
| 60   | 11月18日       |          | 獨眼龍的挑戰書         |                  | 山本優     | 遠藤克己     | 土屋浩幸              | 河村明夫        |
| 61   | 11月25日       |          | 肌肉美女大戰           |                  | 吉田綾     | 高田耕一     | 高田耕一              | 小林一三        |
| 62   | 12月2日        |          | 鈴木的禮物作戰         |                  | 水出弘一   | 日下部光雄   | 日下部光雄            | 飯村一夫        |
| 63   | 12月9日        |          | 破銅爛鐵之王登場       |                  | 山本優     | 大西景介     | 大西景介              | 土屋幹夫        |
| 64   | 12月16日       |          | 來自宇宙的快遞郵件     |                  | 山本優     | 秦義人       | 秦義人                | 櫻井木之實      |
| 65   | 12月23日       |          | 小太郎的聖誕節         |                  | 山本優     | 青木新一郎   | 森田風太              | 土屋幹夫        |
| 66   | 2001年 1月6日  |          | 買東西約會大決鬥！     |                  | 四辻高雄   | 小華和為雄   | 高田耕一              | 小林一三        |
| 67   | 未播出         |          | 神秘的雪人出現         |                  | 山本優     | 日下部光雄   | 日下部光雄            | 飯村一夫        |
| 68   | 未播出         |          | 對手是五郎             |                  | 山本優     | 大西景介     | 大西景介              | 土屋幹夫        |
| 69   | 未播出         |          | 五郎的最後挑戰         |                  | 山本優     | 秦義人       | 秦義人                | 櫻井木之實      |
| 70   | 未播出         |          | 角色扮演少女輝夜       |                  | 山本優     | 小華和為雄   | 森田風太              | 土屋幹夫        |
| 71   | 未播出         |          | 剛博士成為了惡魔？     |                  | 山本優     | 高田耕一     | 高田耕一              | 小林一三        |

## 週邊產品
- 霹靂酷樂貓：惡魔的復活

Game Boy Color的第一代，2000年3月23日發售，KONAMI製作，具通信對戰機能的捲軸射擊遊戲遊戲，遊戲角色邊奔跑邊破壞敵人和背景建築物，並從背景建築物中獲得武器，武器種類320種，搭配當時一起發售的霹靂酷樂貓卡片遊戲上附的密碼可使用隱藏武器和特殊角色。
- 霹靂酷樂貓2：白俄博士的逆襲

Game Boy Color的續作，2000年10月19日發售，武器種類增至400種，同樣由KONAMI製作的捲軸射擊遊戲，連載『霹靂酷樂貓』的漫畫月刊Comic BomBom，曾在月刊上舉行幕集讀者投稿來設計武器的企劃，經採用者名字會出現在遊戲的ENDING名單上。
- 霹靂酷樂貓大顯神威

2002年11月21日發售，KONAMI製作，PS的動作遊戲，可選黑咪M仔和浪子三人，二人同時闖關。
- CR黑咪

奧村所出的遊戲機（角子老虎機），具有多段小動畫播放。
- 霹靂酷樂貓

龍愛科技所出的遊戲光碟片，動作與射擊類的遊戲。霹靂酷樂貓兼具動作與射擊類遊戲，超新超ㄅ一ㄤˋ、好玩又刺激，不管大朋友小朋友都適宜的遊戲，由日本超人氣漫畫及卡通授權製作的PC Game！玩家可自由選擇關卡攻略順序，並支援雙打模式，遊戲中多變的3D遊戲場景，呈現更精緻的畫面表現!!
- LINE貼圖

作者橫內尚樹於2014年10月在推特發佈霹靂酷樂貓LINE貼圖發售的消息（日本地區專用）。

## CD
- 原聲帶

- 混音專輯

## 外部連結
- サイボーグクロちゃんPR的X（前Twitter）
- AT-X サイボーグクロちゃんの紹介ページ （页面存档备份，存于）
- LINE Store クリエイターズスタンプ サイボーグクロちゃん （页面存档备份，存于）
- 超級小黑咪（動畫）在動畫新聞網百科全書中的資料（英文）
- 超級小黑咪（漫畫）在動畫新聞網百科全書中的資料（英文）